# Убийство трёх шотландских солдат в Белфасте
Убийство трёх шотландских солдат (англ. Scottish soldiers' killings) — событие, произошедшее в Северной Ирландии 10 марта 1971 года, в разгар вооружённого конфликта. Боевики Временной ИРА расстреляли трёх невооружённых солдат 1-го батальона полка Королевских горных фузилёров. Все трое были выходцами из Шотландии, двое из них были родными братьями. Все они погибли во время отдыха от службы: они возвращались из бара в центре Белфаста. Трупы их были обнаружены около дороги.
Гибель солдат стала поводом к публичному осуждению и протестам против деятельности ИРА. Давление общества вылилось в политический кризис для Исполнительного комитета при Тайном Совете Северной Ирландии, что вынудило премьер-министра Северной Ирландии Джеймса Чичестера-Кларка уйти в отставку. Минимальный призывной возраст для Британской армии был снижен до 18 лет после случившегося. На месте гибели солдат в 2010 году был открыт мемориал.

## Предыстория
Британские войска были переброшены в Северную Ирландию в рамках операции «Баннер» в 1969 году для подавления царивших там беспорядков. Британская армия непосредственно участвовала в событиях в Лоуэр-Фоллз в июле 1970 года.
Временная Ирландская республиканская армия появилась в декабре 1969 года после раскола Официальной ИРА и провозгласила своей целью тотальную наступательную борьбу против британской оккупации, а лидер ИРА Шон Макстивен заявил, что эта борьба закончится только после полного ухода британцев с острова. Военный совет ИРА дал добро на проведение операций против британцев в начале 1971 года: первой жертвой боевиков ИРА стал Роберт Кёртис, убитый 6 февраля 1971, ещё двое солдат были убиты 10 марта.

## События
Братья Джон и Джозеф Маккейг, уроженцы Эра (возраст 17 и 18 лет), и Дугалд Маккой, 23-летний уроженец Глазго, несли службу в звании рядовых в составе 1-го батальона полка Королевских горных фузилёров, который базировался в казармах Гёрдвуд в Белфасте. 10 марта 1971 солдаты получили выходной и покинули базу. Младший брат Дугалда, который проходил службу вместе со старшим, это право не получил. Джон, Джозеф и Дугалд прибыли в бар «У Муни» в Корнмаркете (один из самых безопасных на то время кварталов Белфаста для военных), где провели большую часть времени. Согласно некоторым свидетельствам, чуть позже все трое вышли из бара и сели в автомобиль, которым управляла женщина-республиканка — все они якобы собирались на вечеринку.
К 18:30 все трое не вернулись, и их объявили в розыск. В 21:30 у Уайт-Брэ, на холме Скуайрз-Хилл близ Лайгонайл-Роуд к северу от Белфаста местные дети обнаружили трупы всех трёх солдат. Двое из них были убиты выстрелами в затылок, третий получил смертельное ранение в грудь. Подозрение пало на боевиков Временной ИРА, однако восстановить полную картинку не помогло даже расследование, проведённое в августе 1971 года. Экспертиза показала, что все трое были расстреляны в упор, а в крови погибших были обнаружены следы алкоголя. Следователь, который вёл дело, назвал произошедшее одним из жесточайших преступлений, которое когда-либо ему приходилось расследовать. Около трупов были обнаружены стаканы из-под пива.

## Последствия
Уже на следующий день министр внутренних дел Великобритании Реджинальд Модлинг выступил в Палате общин с заявлением, в котором утверждал, что все службы безопасности проходят немедленную проверку по поводу произошедшего, а убийцы, по его словам, организовали провокацию с целью дезорганизовать армию.

Битва против террористов, в которую мы вступили, будет вестись в полную силу и с полной отдачей. Это битва против небольшой группы вооружённых безжалостных негодяев, чья сила кроется не в численности, а в злобности.
Оригинальный текст (англ.)The battle now joined against the terrorists will be fought with the utmost vigour and determination. It is a battle against a small minority of armed and ruthless men whose strength lies not so much in their numbers as in their wickedness.

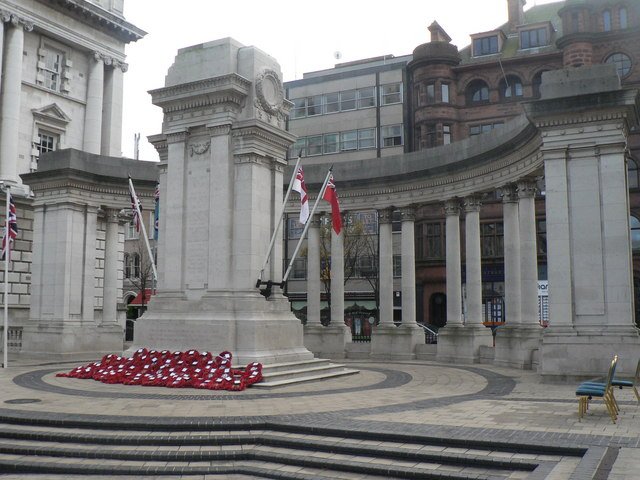
Белфастский кенотаф

Похороны всех трёх погибших прошли в Шотландии: Джон и Джозеф Маккейги были похоронены в Эре вместе, на похоронах присутствовал их старший брат, который служил в морской пехоте в Сингапуре. В тот же день памятные мероприятия были организованы в Белфасте и Кэррикфергусе: 20 тысяч человек приняли в них участие. В самом Белфасте вокруг кенотафа собрались около 10 тысяч человек, в том числе и рабочие с фабрик, что привело к остановке всех заводов и перекрытию движения в центре. По свидетельствам очевидцев, никто не скрывал слёз, а некоторые рыдали навзрыд. Йэн Пэйсли был организатором всей этой церемонии. К кенотафу возложили дюжины венков с цветами, после чего память погибших почтили двумя минутами молчания и исполнением национального гимна.
Гибель солдат привела к кризису в Исполнительном Комитете Тайного Совета Северной Ирландии (фактического правительства) и призывам усилить меры безопасности. Пэйсли потребовал от правительства уйти в отставку, заявив, что не собирается терпеть слабость этих политиков и не будет ждать, «пока вся земля не покроется кровью невинно убитых мужчин и женщин». 12 марта 4 тысячи докеров вышли на улицы Белфаста с антиправительственными лозунгами. В конце концов, Джеймс Чичестер-Кларк вылетел в Лондон с просьбой прислать дополнительные войска, но получил отказ и немедленно заявил о своей отставке. 23 марта 1971 на выборах в Партии Ольстерских унионистов победу одержал Брайан Фолкнер и в тот же день был назначен премьер-министром. Британская армия после случившегося подняла возрастную планку для воинского призыва до уровня в 18 лет, поскольку погибшему Джону Маккейгу было 17 полных лет.
Предъявить кому-либо обвинения так и не удалось. В ноябре 2007 года издание Daily Mirror заявило, что к убийству были причастны три человека, двумя из которых были Мартин Миэн (умер в 2007 году) и Патрик Макэдори (убит в 1971 году). Миэн задерживался полицией, но доказательств против него не было предъявлено, и он умер в 2007 году, так и не представ перед судом. Другой подозреваемый, Макэдори, был убит в августе 1971 года в белфастском квартале Эрдойн: ему ещё и приписывалось убийство рядового Малкома Хэттона из полка Зелёных ховардцев, которое было совершено за считанные часы до гибели самого Макэдори. Дополнительную проверку проводила Полицейская служба Северной Ирландии и её Команда исторических запросов.

## Мемориал

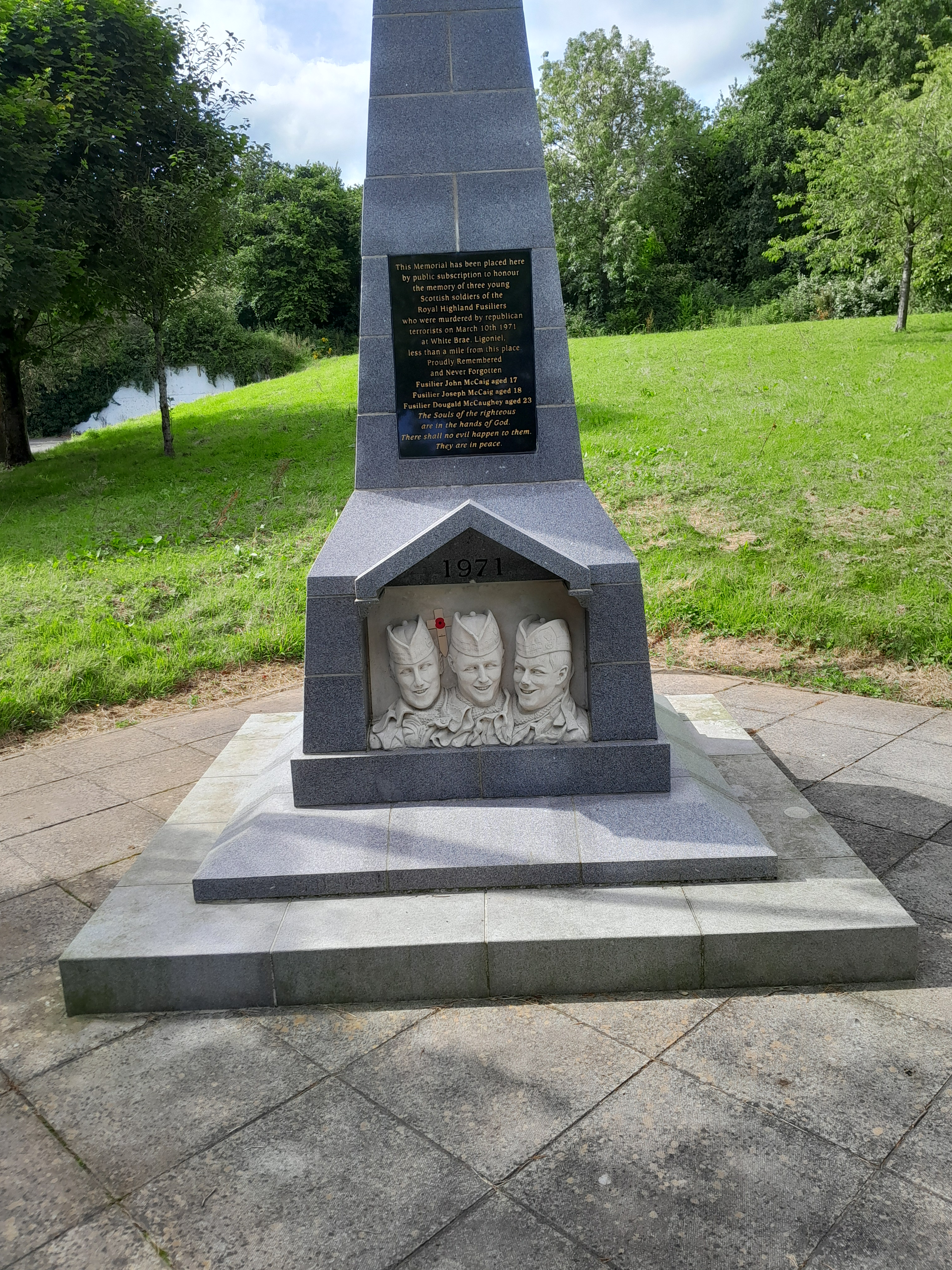
Памятник шотландским солдатам в Белфасте

Мать погибших братьев Маккейгов посетила место гибели сыновей в мае 1972 года и предложила установить памятный знак на месте трагедии, несмотря на заявления о том, что он может быть осквернён. Она позднее говорила, что была тронута тем, как провожали в последний путь её сыновей и как их поминали в Белфасте. Королевский британский легион в 2010 году собрал средства, чтобы установить памятник. Символический камень был установлен 28 мая 2010 на месте преступления при поддержке родных, близких и сослуживцев всех троих погибших солдат. На следующий день 15-футовый обелиск, на котором были изображены фотографии всех троих, был открыт на Бэллисиллэн-Авеню. В памятной церемонии участвовали 1000 человек, куда входили полковые оркестры; там приняли участие Лорд-мэр Белфаста Наоми Лонг и представитель Белфаста в Парламенте Найджел Доддз.
23 июля 2011 в 9 часов вечера и на следующий день в 8 часов вечера монумент был осквернён религиозными фанатиками и националистами, оставившими граффити и разбросавшими памятные камни. Рядом были также разбросаны памятные венки, а ленты порваны.